# ヒョンジン (歌手)
ヒョンジン (朝: 현진、英: Hyunjin、2000年11月15日 - )は、韓国の女性歌手。韓国のガールズグループ「Loossemble」のメンバーで、「今月の少女」及び同グループ内のユニット「今月の少女 1/3」の元メンバー。CTD ENM所属。本名はキム・ヒョンジン (朝: 김현진、漢: 金賢眞)。

## 略歴
2000年11月15日、韓国のソウル特別市に生まれる。
小学5年生の時の修練会で友人達とステージで踊ったことがアイドルを志望するきっかけとなった。2013年、tvNの番組である『三人の愚か者』の「最高の母体美女は？」のコーナーに出演。その後所属社にスカウトされる。
2016年10月28日に『今月の少女』の2番目のメンバーとして公開され、11月17日に「Hyunjin」でソロデビュー。
2017年から2018年にかけて行われたYGエンターテインメント主催のオーディション番組「MIXNINE」に1番目に公開されたメンバーのヒジンと2人で出演。最終回のデビュー組発表の際脱落。
2017年3月13日、『今月の少女 1/3』のメンバーとしてミニ・アルバム『Love & Live』でユニットデビュー。
2017年5月2日、LADIES’ CODEのメンバーであるソジョンのソロ曲『Better Than Me』のミュージックビデオに出演。
2018年8月20日、『今月の少女』のメンバーとしてデビュー。
2023年5月10日、元所属事務所との専属契約効力停止仮処分申請で勝訴判決が下され、Blockberry Creativeとの専属契約を終了。
6月12日、CTD ENMとの専属契約を締結。
9月15日、Loossembleのメンバーとして再デビュー。

## 人物
身長は163.7cmで血液型はAB型。本貫は光山 金氏。象徴物は黄色、猫、東京、勿忘草。父親は建築業で母親は主婦を営んでいる。一番上の兄はBi-o-neのメインボーカル兼作曲家で、2番目の兄は俳優志望生である。
練習生期間は3年間と今月の少女のメンバーの中で一番長い。
一時期Porarisエンターテインメントの練習生であったチェ・イェナ、DIAのジュウンと親交がある。またオーディション番組『MIXNINE』の出演者であったItzyのリュジンとも親交がある。
2020年12月5日に放送された音楽番組『音楽中心』でアルバムの収録曲である『목소리 (Voice)』を披露した際に、アップルウォッチを外し忘れ、着用したままステージに上がった。
2022年3月6日、2番目の兄がペット関連のYouTubeチャンネルを開設。ペットの動画は兄が提供し、ヒョンジンが編集をしている。

## 作品

### 単独作品
| リリース年     | アルバム名 | 収録曲                         |
| -------------- | ---------- | ------------------------------ |
| 2016年11月17日 | Hyunjin    | 1. I’ll Be There 2. Around You |

### 参加作品
| リリース年 | 収録アルバム   | 参加楽曲                              | 備考                                |
| ---------- | -------------- | ------------------------------------- | ----------------------------------- |
| 2016年     | Haseul         | The Carol                             |                                     |
| 2017年     | Yeojin         | My Sunday                             |                                     |
| 2017年     | Love & Live    | 全曲                                  | - 所属ユニットである1/3名義での参加 |
| 2017年     | Love & Life    | 全曲                                  | - 所属ユニットである1/3名義での参加 |
| 2017年     | MIXNINE Part.1 | 全曲                                  |                                     |
| 2017年     | MIXNINE Part.3 | Just Dance (女子チーム Ver.)          |                                     |
| 2018年     | MIXNINE Part.4 | 이 밤이 지나면 (この夜が過ぎ去ったら) |                                     |
| 2018年     | MIXNINE Part.6 | 어머나 (あら)                         |                                     |

## ソロシングル
Hyunjin (ヒョンジン)は、今月の少女プロジェクトでヒジンの次に発表された2番目の少女であるヒョンジンのソロシングル。2016年11月17日にBlockBerry Creativeからリリースされ、Danalエンターテインメントから発売された。
本アルバムのジャケットやミュージック・ビデオは日本・東京で全編撮影されており、アルバムの形態はソロバージョンと、ヒジンとのツーショットバージョンの2種類存在する。

### 収録曲
1. I’ll Be There
作詞作曲：Artronic Waves, David Kater
編曲：Artronic Waves
2. 다녀가요 (Around You)
作詞作曲編曲：イ・ジュヒョン (MonoTree)

### 楽曲解説
I‘ll Be There
1番目に公開されたヒジンとフィーチャリングした楽曲で、ファンクトラックの構成になっている。ミュージック・ビデオは全編原宿で撮影されている。
다녀가요 (Around You)
タイトル曲。ティーンエイジバラードトラックになっており、思春期の少女の美しい片想いの感情をピアノの旋律に乗せて表現されている。本編と短編映画バージョンの2種類で構成されたミュージック・ビデオは、この楽曲からほとんどの今月の少女のミュージック・ビデオを担当する様になるDigipediが制作している。

## 出演
※単独活動のみ記載

### テレビ番組
| 放送年 | 放送局    | 番組タイトル                  | 備考 |
| ------ | --------- | ----------------------------- | ---- |
| 2020   | MBC       | ミステリー音楽ショー 覆面歌王 |      |
| 2021   | Channel S | Who Am I                      |      |

### YouTubeコンテンツ
| 投稿日時       | YouTubeチャンネル名 | リンク | 備考 |
| -------------- | ------------------- | ------ | ---- |
| 2020年4月13日  | STUDIO PLANET       | [ 13 ] |      |
| 2020年11月14日 | KPOP IDOL OLYMPIC   | [ 14 ] |      |